# 塞尔希·恩里克
塞尔希·恩里克（西班牙語：Sergi Enrique，1987年9月22日—），西班牙男子曲棍球运动员。他曾代表西班牙参加2008年、2012年和2016年夏季奥林匹克运动会曲棍球比赛，其中2008年奥运会获得一枚银牌。